# Dario Pieri
Dario Pieri (Florencia, 1 de septiembre de 1975) es un ciclista italiano, que fue profesional entre el 1997 y abril del 2006, cuando decidió dejarlo después de los Tres días de La Panne, cansado de no encontrar el nivell de 2003 por problemas de sobrepeso.
Aunque solo obtuvo cu8atro victorias como profesional, entre ellas el E3 Harelbeke del 2002, destacó en las clásiques con pavé. Así fue segundo en el Tour de Flandes del 2000 y en la París-Roubaix del 2003, donde fue batido en el sprint por Peter Van Petegem.

## Palmarés
1996
- Tríptico de las Ardenas

1998
- 1 etapa de los Tres Días de La Panne
- 1 etapa del Tour de Langkawi

1999
- 1 etapa de la Vuelta a Eslovenia

2002
- E3 Harelbeke

## Resultados en Grandes Vueltas
| Carrera | Carrera         | 1997 | 1998 | 1999 | 2000 | 2001 | 2002 | 2003  | 2004 | 2005 | 2006 |
| ------- | --------------- | ---- | ---- | ---- | ---- | ---- | ---- | ----- | ---- | ---- | ---- |
|         | Giro de Italia  | —    | —    | 81.º | Ab.  | —    | —    | F. c. | —    | —    | —    |
|         | Tour de Francia | —    | —    | —    | Ab.  | —    | —    | —     | —    | —    | —    |
|         | Vuelta a España | —    | —    | —    | —    | —    | —    | —     | —    | —    | —    |